# 羅斯鎮區 (愛荷華州富蘭克林縣)
羅斯鎮區是美國愛荷華州富蘭克林縣的16個鎮區之一。截至2010年美國人口普查，其人口為303，共131住房。

## 歷史
羅斯鎮區於1879年成立。

## 地理
根據2010年美國人口普查，該鎮的總面積為31.34平方英里（81.2平方），其中土地面積31.34平方英里（81.2平方），水域面積為0平方英里（0平方）。